# Any Day Now (álbum de Scott Walker)
Any Day Now es un álbum de Scott Walker publicado en 1973. Fue otros de los discos del cantante, no reeditados. La razón se debe a la insatisfacción que Walker tenía con respecto a sus discos oficiales, y lo describe en su documental Scott Walker: 30 Century Man como sus "años salvajes". También es el último álbum que lleva el sello de Phillips, cerrando el contrato para confirmar con CBS Records (actualmente Columbia).
A partir del 2011, las canciones "The Me I Never Knew", "We Could Be Flying", "Do I Love You?", "When You Get Right Down to It", "Cowboy", and "All My Love's Laughter" se encuentran en la caja recopilatoria Classics & Collectibles (2005). "Any Day Now" está incluida en el álbum de éxitos The Collection (2004).

## Lista de temas
| Lado uno |                                 |                                                                     |          |  |
| N.º      | Título                          | Escritor(es)                                                        | Duración |  |
| 1.       | «Any Day Now»                   | Bob Hilliard, Burt Bacharach                                        |          |  |
| 2.       | «All My Love's Laughter»        | Jimmy Webb                                                          |          |  |
| 3.       | «Do I Love You?»                | Albert Pelay, Alain le Govic, Yves Dessca, Maxime Piolot, Paul Anka |          |  |
| 4.       | «María Bethania»                | Caetano Veloso                                                      |          |  |
| 5.       | «Cowboy»                        | Randy Newman                                                        |          |  |
| 6.       | «When You Get Right Down to It» | Barry Mann                                                          |          |  |

| Lado dos |                              |                                 |          |  |
| N.º      | Título                       | Escritor(es)                    | Duración |  |
| 7.       | «If»                         | David Gates                     |          |  |
| 8.       | «Ain't No Sunshine»          | Bill Withers                    |          |  |
| 9.       | «The Me I Never Knew»        | Don Black, John Barry           |          |  |
| 10.      | «If Ships Were Made to Sail» | Jimmy Webb                      |          |  |
| 11.      | «We Could Be Flying»         | Michel Colombier, Paul Williams |          |  |

## Personal
- Peter Knight - Organizador, Conductor
- Robert Cornford - Organizador, Conductor pistas: A4, A6, B1, B5
- John Franz - Productor
- Peter J. Olliff - Ingeniero

## Detalles del lanzamiento
| País        | Fecha | Discográfica    | Formato | Catálogo |  |
| Reino Unido | 1973  | Philips Records | Vinilo  | 6308 148 |  |